# Mackinawit
Mackinawit ist ein Mineral aus der Mineralklasse der „Sulfide und Sulfosalze“, das an verschiedenen Fundorten zum Teil reichlich vorhanden sein kann, insgesamt aber wenig verbreitet ist. Es kristallisiert im tetragonalen Kristallsystem mit der chemischen Zusammensetzung (Fe,Ni)9S8 und entwickelt manchmal dünne, tafelförmige Kristalle bis zu 1 mm Größe von bronzener oder weiß-grauer Farbe. Viel häufiger ist es allerdings in Form winziger, unregelmäßiger Flitter bzw. Einschlüsse in Chalkopyrit oder Pentlandit zu finden.

## Etymologie und Geschichte
Mackinawit wurde erstmals in der Mackinaw-Mine im Snohomish County im US-Bundesstaat Washington entdeckt. Die Analyse und Erstbeschreibung erfolgte 1963 von Howard T. Evans Jr., Charles Milton E. C. T. Chao, Isidore Adler, Cynthia Mead, Blanche Ingram und Richard A. Berner, die das Mineral nach dessen Typlokalität benannten.
Mackinawit wurde während der Gründungsphase der International Mineralogical Association (IMA) erstbeschrieben und hat daher noch keine IMA-Nummer, sondern erhielt zusammen mit anderen Mineralen eine nachträgliche Anerkennung von mehr als 60 % der Kommissionsmitglieder für neue Minerale, Nomenklatur und Klassifikation (CNMNC). In einem zusammenfassenden Report wurde die Anerkennung 1967 publiziert. Infolgedessen wird das Mineral unter der Summenanerkennung „1967 s.p.“ (special procedure) geführt.
Mackinawit wurde früher häufig mit dem sehr ähnlich aussehenden Valleriit verwechselt. Die Ähnlichkeit und auch die Verbreitung sind so ähnlich, dass die beiden Minerale für ein Mineral gehalten wurden. Valleriit besitzt jedoch eine andere chemische Zusammensetzung und ist auch weicher als Mackinawit.

## Klassifikation
In der veralteten 8. Auflage der Mineralsystematik nach Strunz gehörte der Mackinawit zur Mineralklasse der „Sulfide und Sulfosalze“ und dort zur Abteilung „Sulfide mit M : S = 1 : 1“, wo er als einziger Vertreter in der Gruppe „“ mit der Systemnummer II/B.09b steht.
In der zuletzt 2018 überarbeiteten Lapis-Systematik nach Stefan Weiß, die formal auf der alten Systematik von Karl Hugo Strunz in der 8. Auflage basiert, erhielt das Mineral die System- und Mineralnummer II/B.17-010. Dies entspricht der Klasse der „Sulfide und Sulfosalze“ und dort der Abteilung „Sulfide, Selenide und Telluride mit dem Stoffmengenverhältnis Metall : S,Se,Te > 1 : 1“, wo Mackinawit zusammen mit Godlevskit, Horomanit, Kharaelakhit, Samaniit und Sugakiit eine unbenannte Gruppe mit der Systemnummer II/B.17 bildet.
Die von der International Mineralogical Association (IMA) zuletzt 2009 aktualisierte 9. Auflage der Strunz’schen Mineralsystematik ordnet den Mackinawit in die Klasse der „Sulfide und Sulfosalze (Sulfide, Selenide, Telluride, Arsenide, Antimonide, Bismutide, Sulfarsenide, Sulfantimonide, Sulfbismutide)“ und dort in die Abteilung „Metallsulfide, M : S = 1 : 1 (und ähnliche)“ ein. Hier ist das Mineral in der Unterabteilung „mit Nickel (Ni), Eisen (Fe), Cobalt (Co) usw.“ zu finden, wo es als einziges Mitglied eine unbenannte Gruppe mit der Systemnummer 2.CC.25 bildet.
In der vorwiegend im englischen Sprachraum gebräuchlichen Systematik der Minerale nach Dana hat Mackinawit die System- und Mineralnummer 02.07.02.01. Das entspricht der Klasse der „Sulfide und Sulfosalze“ und dort der Abteilung „Sulfidminerale“. Hier findet er sich innerhalb der Unterabteilung „Sulfide – einschließlich Seleniden und Telluriden – mit der Zusammensetzung AmBnXp, mit (m+n):p=9:8“ in einer unbenannten Gruppe mit der Systemnummer 02.07.02, in der auch Sugakiit eingeordnet ist.

## Kristallstruktur
Mackinawit kristallisiert im tetragonalen Kristallsystem in der Raumgruppe P4/nmm (Raumgruppen-Nr. 129), den Gitterparametern a = 3,67 Å und c = 5,03 Å sowie zwei Formeleinheiten pro Elementarzelle.

## Bildung und Fundorte
Mackinawit bildet sich hydrothermal in Mineralablagerungen und während der Serpentinisierung von Peridotit. Auch in Gewässerschlämmen unter reduzierenden Bedingungen kann sich Mackinawit bilden, wobei auch eine Beteiligung von Sulfat-reduzierenden Bakterien vermutet wird. Daneben findet man ihn selten in manchen Meteoriten, den Kohligen Chondriten.
Insgesamt konnte Mackinawit bisher (Stand: 2011) an rund 230 Fundorten nachgewiesen werden. In Deutschland trat das Mineral bei Hagendorf (Waidhaus) in Bayern und am Rammelsberg in Niedersachsen auf.
In Österreich fand sich Mackinawit am Hüttenberger Erzberg und am Lamprechtsberg in Kärnten; im Leckbachgraben im Habachtal, am Murwinkel und im Schwarzleograben in Salzburg; bei Voitsberg in der Steiermark sowie im Tiroler Inntal.
In der Schweiz wurde das Mineral bei Palagnedra im Kanton Tessin sowie im Binntal und im Eringertal im Kanton Wallis gefunden.
Weitere Fundorte liegen in Ägypten, Algerien, Argentinien, Australien, Brasilien, Bulgarien, China, Finnland, Frankreich, Grönland, Indien, Indonesien, Italien, Kanada, Kasachstan, Japan, Marokko, Mauretanien, Nigeria, Norwegen, Oman, Pakistan, Peru, Polen, Portugal, Rumänien, Russland, Schweden, Senegal, Simbabwe, Spanien, Südafrika, der Türkei, im Vereinigten Königreich (Großbritannien) und den Vereinigten Staaten und auf Zypern.
Auch in Gesteinsproben vom Roten Meer (Atlantis II Deep) sowie außerhalb der Erde auf dem Mond konnte Mackinawit nachgewiesen werden.